# Chorągwie strzelcze
Chorągwie strzelcze – w wojsku polskim XV-XVI wieku jeden z dwóch obok chorągwi kopijniczych rodzajów jazdy.
Chorągwie strzelcze składały się z lekkozbrojnych strzelców, uzbrojonych w pancerz, łebkę, niekiedy tarczę, kuszę i miecz lub lżejszą szablę oraz z ciężkozbrojnych kopijników. Czy chorągiew była kopijnicza, czy też strzelcza decydował stosunek tych dwóch rodzajów jazdy. W chorągwi strzelczej na jednego kopijnika przypadało czterech strzelców.